# Kup Hrvatske u hokeju na travi za muškarce 2010.
Kup Hrvatske u hokeju na travi 2010.

## Rezultati

### Četvrtzavršnica
- 1. susreti

- uzvratni susreti

### Poluzavršnica
- 1. susreti

- uzvratni susreti

### Završnica
12. lipnja

Mladost - Jedinstvo 6:4 (.:.)
Osvajač hrvatskog kupa za 2010. je zagrebačka Mladost.